# Ivy van den Heuvel
Ivy van den Heuvel (ur. 24 sierpnia 1988 w ’s-Hertogenbosch) – holenderski hokeista, reprezentant Holandii.

## Kariera
- Tilburg Trappers Toekomstteam / Tilburg Trappers (2004-2006)
- Amstel Tijgers (2006-2009)
- Eindhoven Kemphanen (2009-2011)
- Tilburg Trappers (2011-2019)

Od maja 2011 zawodnik klubu Tilburg Trappers z Tilburga. W maju 2019 zakończył karierę zawodniczą.
Uczestniczył w turniejach mistrzostw świata w 2007, 2008, 2009, 2010, 2011 (Dywizja IA), 2012, 2013, 2014, 2015 (Dywizja IB), 2018 (Dywizja IIA).

## Sukcesy
Reprezentacyjne
- Awans do MŚ Dywizji IB: 2018

Klubowe
- Brązowy medal mistrzostw Holandii: 2007 z Amstel Tijgers
- Złoty medal mistrzostw Holandii: 2014, 2015 z Tilburg Trappers
- Puchar Holandii: 2011, 2013, 2014, 2015 z Tilburg Trappers
- Złoty medal niemieckiej Oberligi: 2016, 2017, 2018 z Tilburg Trappers
- Srebrny medal niemieckiej Oberligi: 2019 z Tilburg Trappers
- Złoty medal niemieckiej Oberligi-Nord: 2018, 2019 z Tilburg Trappers

Indywidualne
- Mistrzostwa Świata w Hokeju na Lodzie 2013/I Dywizja#Grupa B:
  - Piąte miejsce w klasyfikacji asystentów turnieju: 7 asyst[3]
  - Trzecie miejsce w klasyfikacji kanadyjskiej turnieju: 9 punktów[4]
- Mistrzostwa Świata w Hokeju na Lodzie 2018/II Dywizja#Grupa A:
  - Trzecie miejsce w klasyfikacji strzelców turnieju: 3 gole[5]
  - Pierwsze miejsce w klasyfikacji asystentów turnieju: 8 asyst[6]
  - Pierwsze miejsce w klasyfikacji kanadyjskiej turnieju: 11 punktów[7]
  - Trzecie miejsce w klasyfikacji +/− turnieju: +11[5]
  - Najlepszy napastnik turnieju[8]